# 赫波科 (加利福尼亞州)
赫波科（英語：Herpoco）是位於美國加利福尼亞州康特拉科斯塔縣的一個非建制地區。該地的面積和人口皆未知。

## 地理
赫波科的座標為38°00′42″N 122°16′16″W / 38.01167°N 122.27111°W，而該地的平均海拔高度為17米（即56英尺）。